# Them Not Me
Them Not Me – minialbum niemieckiego zespołu thrash metalowego Destruction będący kolejnym wydawnictwem z okresu "Neo-Destruction" wydany 9 czerwca 1995 roku.

## Lista utworów
1. "Scratch the Skin" - 3:39
2. "Live to Start Again" - 3:04
3. "Bright Side of Legacy" - 4:01
4. "Push Me Off the Windowsill" - 4:05
5. "Mole" - 0:41
6. "Mentally Handicapped Enterprise" - 4:06

## Skład
- Thomas Rosenmerkel - wokal
- Mike Sifringer - gitara
- Michael Piranio - gitara
- Christian Engler - gitara basowa
- Oliver Kaiser - perkusja